# Телагу
Телагу (дарг. Тилагумахьи) — село в Левашинском районе Дагестана. Входит в состав сельского поселения Сельсовет Куппинский.

## География
Расположено в 17 км к западу от районного центра села Леваши.

## Население
| 1895  | 1926 | 1939 | 1970 | 1989 | 2002 | 2010 |
| ----- | ---- | ---- | ---- | ---- | ---- | ---- |
| 249   | ↗287 | ↗378 | ↗391 | ↗454 | ↗627 | ↘213 |
| 2021  |      |      |      |      |      |      |
| ↗1355 |      |      |      |      |      |      |